# Centro Nazionale degli Indipendenti e dei Contadini
Il  Centro Nazionale degli Indipendenti e dei Contadini (in francese Centre nationale des indépendants et paysans, CNIP) è un partito politico francese, centrista e ruralista. 
Il CNIP nasce come partito conservatore, poco dopo la seconda guerra mondiale. 
Improntato alla difesa di posizioni di destra, filoatlantista ed in marcato contrasto con le sinistre, il CNIP raccoglieva esponenti di diversa provenienza, e se Pinay aveva un pur breve passato di governo a Vichy, non mancavano esponenti della Resistenza francese (come Joseph Laniel) e di altri orientamenti.
Il partito, dal 19 settembre 2012 al 10 settembre 2013, ha fatto parte dell'Unione dei Democratici e degli Indipendenti. Il presidente attuale del partito è Bruno North.

## Storia
Il CNIP fu fondato nel gennaio 1949. Roger Duchet, René Coty e Jean Boivin-Champeaux diedero vita al Centre national des indépendants (Centro nazionale degli indipendenti, CNI), la cui figura più nota sarebbe stata Antoine Pinay; in seguito la formazione si fuse con il Parti Paysan di Paul Antier.
Ebbe un seguito popolare di tutto rilievo (specialmente durante la seconda legislatura della Quarta Repubblica francese, in cui ebbe 90 deputati) e fu una delle forze politiche di maggior rilievo per tutti gli anni '50 e '60. Il CNIP fu tra i fautori ed i sostenitori della Presidenza di De Gaulle e determinò la caduta del governo Pflimlin (maggio 1958) e la nascita della Quinta repubblica. 
Alle politiche dello stesso anno il CNIP elesse ben 120 deputati e Pinay, leader del partito, fu tra gli artefici della riforma monetaria del 1959, con la quale si passò al nuovo franco, ma conobbe dissidi interni sulla questione algerina.
Nel 1962, a margine del dibattito politico sulla riforma costituzionale per l'instaurazione di una repubblica presidenziale, con capo dello stato eletto a suffragio universale diretto,  107 dei suoi deputati negarono il sostegno al governo di Georges Pompidou e si ebbe la scissione dei Républicains indépendants, fra i quali vi erano Valéry Giscard d'Estaing, Raymond Mondon, Louis Jacquinot, Jean de Broglie e Raymond Marcellin, che proponevano un'intesa con i gollisti dell'UNR-UDT.
Alle elezioni del 1962, il partito conseguì appena il 5,9% dei voti ed elesse 35 deputati. Con questa consultazione elettorale il CNIP perse in pratica il suo ruolo di centralità nella destra francese. Infatti ad avvantaggiarsi delle difficoltà del CNIP furono i gollisti di RPR che passarono dal 19,5% del 1958 al 31,9%, riuscendo ad eleggere ben 233 deputati, 34 in più. 
È stato negli anni successivi presieduto da Philippe Malaud (1980-1987) e da Yvon Briant (1990-1992).
Data l'esiguità dei risultati conseguiti nelle elezioni successive ai "centristi indipendenti" non rimase che affiliarsi all'Unione per un Movimento Popolare, pur mantenendo, però, la propria autonomia organizzativa. L'alleanza con i neogollisti valse al CNIP l'elezione di ben 15 deputati. 
Alle elezioni politiche del 2007, il CNIP si presentò in alcuni collegi con candidati propri, in altri i propri candidati vennero sostenuti dall'UMP, riuscendo ad eleggere solo 2 deputati.
Nel giugno 2008, il CNIP decise di mantenere l'alleanza con l'UMP solo fino alle successive elezioni politiche. Nel 2012 il CNIP è entrato a far parte dell'Unione dei Democratici e degli Indipendenti (Union des démocrates et indépendants, UDI) formazione centrista fondata nel settembre dello stesso anno e che raccoglie altre formazioni politiche centriste (Partito Radicale, Nuovo Centro, Alleanza Centrista, La Sinistra Moderna, Forza Europea Democratica, Territorio e Movimento) e prende nome dall'omonimo gruppo parlamentare alla Camera.

## Struttura

### Presidente onorario
- 1953–1973: Antoine Pinay

### Segretario generale
Fino al 1973 il partito era guidato da un segretario generale
- 1949–1961: Roger Duchet
- 1961–1973: Camille Laurens

### Presidente
Dal 1973 il partito è guidato da un presidente
- 1973–1975: François Schleiter
- 1975–1979: Bertrand Motte
- 1979–1980: direzione collegiale (Jacques Fouchier, Maurice Ligot, Raymond Bourgine)
- 1980–1987: Philippe Malaud
- 1987–1989: Jacques Féron
- 1990–1992: Yvon Briant
- 1992–1996: Jean-Antoine Giansily
- 1996–1998: Olivier d'Ormesson
- 1998–1999: Jean Perrin
- 1999–2000: Gérard Bourgoin
- 2000–2009: Annick du Roscoät
- 2009–2015: Gilles Bourdouleix
- Dal 2016: Bruno North